# Drypetes teysmannii
Drypetes teysmannii là một loài thực vật có hoa trong họ Putranjivaceae. Loài này được (Hassk.) Bakh.f. & Steenis mô tả khoa học đầu tiên năm 1957.